# Fugas

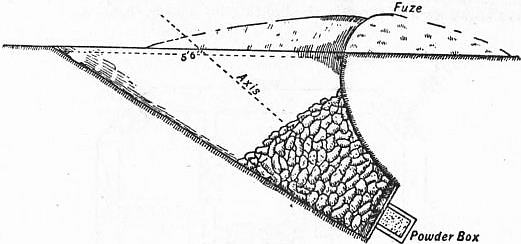
Diagramma in sezione di una fugas.

Una fugas – detta anche fougasse – è una mina improvvisata direzionale che, nel suo funzionamento, assomiglia a un grosso fucile caricato a pallettoni o a un cannone caricato a mitraglia. Una fugas è costruita scavando un buco nel suolo o nella roccia, sul fondo del quale viene posta una carica esplosiva (in origine polvere nera), poi ricoperta con proiettili di vario tipo (in origine pietre, ma anche pezzi di metallo, eccetera). Il buco può essere scavato con vari gradi d’inclinazione, per fare in modo che i proiettili sparati dalla fugas abbiano una traiettoria a tiro teso (come un fucile o un cannone) oppure a tiro curvo (come un mortaio). Quando la carica esplosiva viene fatta detonare i proiettili vengono scagliati in avanti, lungo l'asse di scavo del buco, colpendo tutto ciò che si trova nel loro raggio d'azione. 
Le fugas venivano comunemente puntate su strade o itinerari percorsi dal nemico (quindi rivolte contro il nemico o verso la presunta direzione di avvicinamento di forze nemiche), allo scopo di tendergli un'imboscata o di proteggere le proprie postazioni difensive. Se caricati correttamente, questi ordigni sono capaci di uccidere truppe e danneggiare veicoli non corazzati. 
È un ordigno con origini antiche che risalgono come minimo al XVI secolo, periodo in cui furono usate da Samuel Zimmermann ad Augusta; furono citate anche da Vauban nel XVII secolo, ed erano ben note agli ingegneri militari dalla metà del XVIII secolo. Le fugas furono utilizzate in diverse guerre europee, nella Guerra d'Indipendenza Americana (1775-1783), nella Guerra di Secessione Americana (1861-1865), limitatamente durante la Seconda Guerra Mondiale (1939-1945), e in alcune guerre di liberazione nazionale in Africa e sud-est asiatico del XX secolo. Il termine è usato ancora oggi per descrivere tali dispositivi.

## Metodo di sparo
Originariamente, il normale metodo di sparo di una fugas consisteva nell'utilizzare una torcia o una miccia a lenta combustione per accendere un saucisson (termine francese per "salsiccia", ovvero un tubo di stoffa o di cuoio impermeabilizzato con pece e riempito di polvere nera) che portava alla carica esplosiva. Ciò presentava numerosi svantaggi: il tiratore era visibile al nemico attaccante e doveva correre per allontanarsi dopo aver acceso la miccia. La polvere nera era anche molto sensibile all'umidità e avrebbe potuto non funzionare affatto. Nel 1573 Samuel Zimmermann ideò un metodo migliorato che incorporava un sistema snaphance (o, più tardi, un meccanismo a pietra focaia) nella carica esplosiva e collegava il suo grilletto alla superficie con un cavo. Questo sistema era più resistente all'umidità, meglio nascosto e consentiva al tiratore di stare più lontano. Consentiva inoltre alla fugas di essere attivata con un filo d'inciampo, trasformandola in una mina a frammentazione antiuomo attivata dalla/e vittima/e.
In una lettera a sua sorella, il colonnello inglese Hugh Robert Hibbert descrisse un'arma simile impiegata dai Russi durante la Guerra di Crimea (1853-1856):

## Tipologie

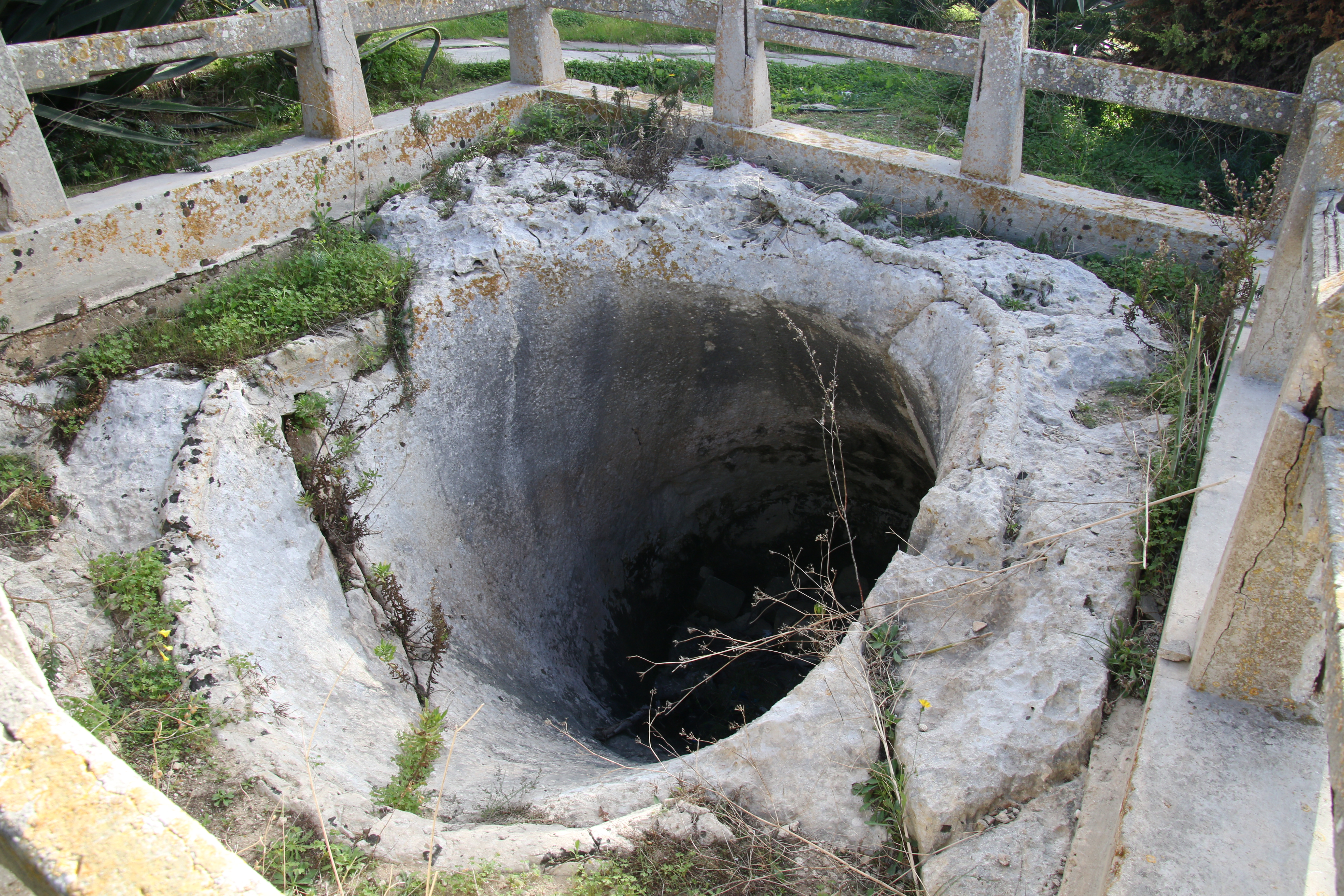
Una fugas scavata nella roccia a Salina, villaggio del consiglio locale di Naxxar, sull'isola di Malta.

Le fugas possono essere classificate in base al tipo di materiale proiettato dall'esplosione, e/o in base al loro sistema d'innesco. 

### Con pietre e schegge metalliche
In origine il tipo più comune era la fugas con pietre, che era semplicemente un buco riempito con grandi rocce e mattoni. Quando la carica esplosiva veniva fatta detonare, la fugas scagliava una grandinata di pietre ad alta velocità attraverso l'area davanti a sé. Grandi fugas con pietre potevano contenere diverse tonnellate di materiale e fino a un quintale di polvere. Durante la Seconda Guerra Mondiale, fra l'armamentario delle formazioni partigiane che operavano contro le forze dell'Asse, figuravano anche le fugas, caricate sia con pietre sia con pezzi di metallo: ad esempio, tutte e tre le edizioni del manuale sovietico d'addestramento per partigiani Спутник партизана ("Sputnik partizana", "Compagno del partigiano") contenevano anche istruzioni sull'approntamento di tali ordigni. 

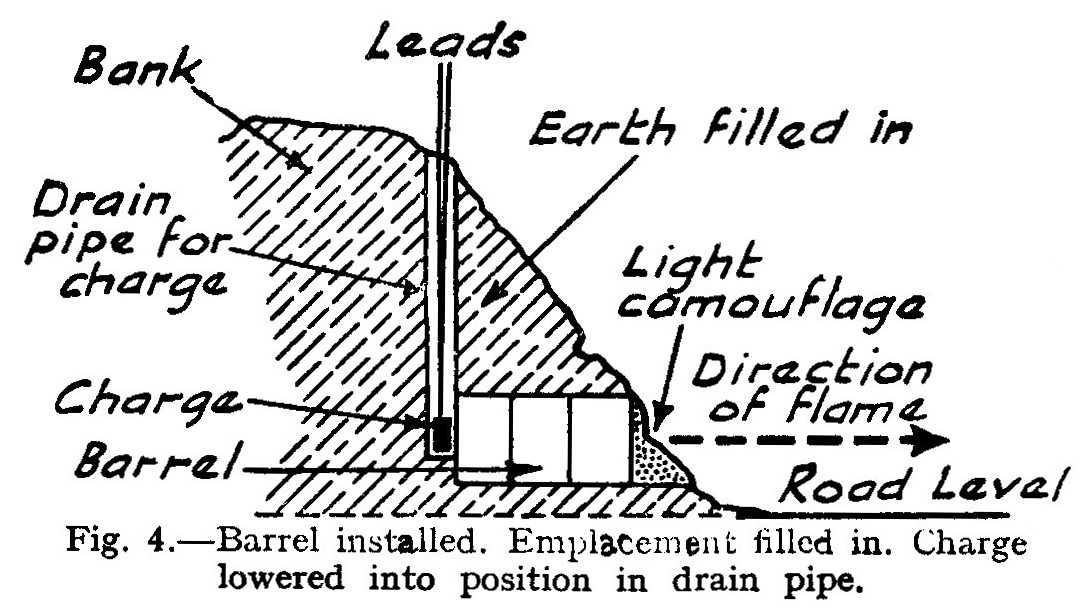
Fugas incendiaria inglese della Seconda Guerra Mondiale.

### Con granate
Le fugas di questo tipo erano caricate con le prime versioni di proiettili da mortaio a polvere nera (essenzialmente grosse versioni dei primi tipi di granate a mano a polvere nera), oppure con "carcasse" incendiarie. Quando la carica di polvere veniva fatta esplodere, la fugas lanciava i proiettili e contemporaneamente accendeva le loro micce, in modo che i proiettili venissero sparsi nell'area bersaglio dove iniziavano poi a esplodere, riempiendo l'area di schegge, frammenti metallici o fiamme che volavano in tutte le direzioni. 

### Con liquidi incendiari
Le fugas incendiarie erano progettate per scagliare non proiettili solidi ma bensì liquidi infiammabili e incendiari, tipicamente una miscela di benzina e olio. Le fugas a fiamma – in inglese Flame fougasse – furono sviluppate dal British Petroleum Warfare Department ("Dipartimento britannico per la guerra petrolifera") in risposta alla minaccia di invasione tedesca durante la Seconda Guerra Mondiale.

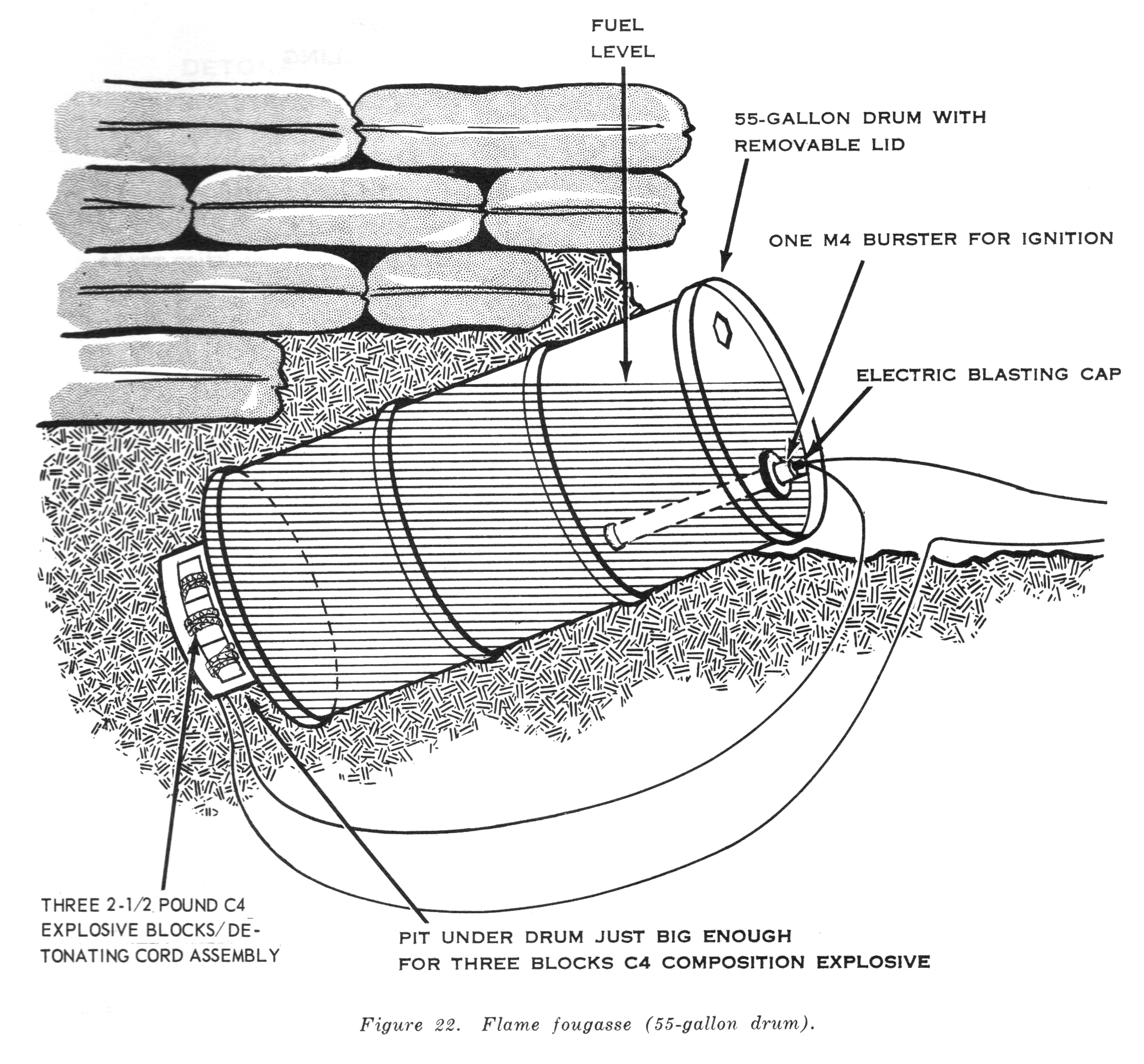
Fugas incendiaria americana.

In Inghilterra, durante la Seconda Guerra Mondiale, la fugas incendiaria veniva solitamente costruita con un barile da 40 galloni interrato nel ciglio della strada e mimetizzato. Veniva posizionata in luoghi come angoli, zone di pendenza ripida o posti di blocco dove i veicoli sarebbero stati obbligati a rallentare. L'Ammonal forniva la carica propellente che, una volta attivata, faceva sì che l'arma sparasse una fiammata larga 3 metri e lunga 27 metri. Inizialmente veniva utilizzata una miscela composta per il 40% da benzina e per il 60% da gasolio; tale miscela fu successivamente sostituita da un gel adesivo composto da catrame, calce e benzina denominato "5B".
Il numero di novembre 1944 dello U.S. War Department Intelligence Bulletin ("Bollettino d'Intelligence del Dipartimento della Guerra degli Stati Uniti") faceva riferimento ai "lanciafiamme Fougasse" utilizzati nella difesa sovietica a Stalingrado come base di una versione tedesca trovata in Italia, che veniva sepolta con un tubo di scarico a direzione fissa e integrata con mine terrestri convenzionali e filo spinato nelle opere di difesa. Queste armi tedesche, copiate dalle mine-lanciafiamme sovietiche FOG-1 o FOG-2 e denominate Abwehrflammenwerfer 42 ("Lanciafiamme difensivo 42"), avevano un serbatoio di carburante da circa 30 litri, e potevano essere collegate a un punto di controllo mediante cavi elettrici con il quale era possibile spararle da remoto, individualmente o tutte insieme.
Istruzioni sulla preparazione di fugas incendiarie sono rimaste nei manuali militari da campo scritti per la truppa di vari Eserciti, come armi di circostanza realizzabili sul campo di battaglia. Tali mine direzionali incendiarie improvvisate sono costruite utilizzando contenitori di carburante disponibili sul posto (latte, barili, ecc.) pieni di liquidi infiammabili e incendiari, poi combinati con cariche esplosive standard o bombe a mano innescate elettricamente o tramite spezzoni di miccia detonante. Alcuni progetti utilizzano spezzoni di miccia detonante o detonatori per rompere il contenitore del carburante e far esplodere la carica principale. Armi di questo tipo furono ampiamente utilizzate durante la Guerra di Corea (1950-1953) e la Guerra del Vietnam (1955-1975), nonché in altri conflitti.

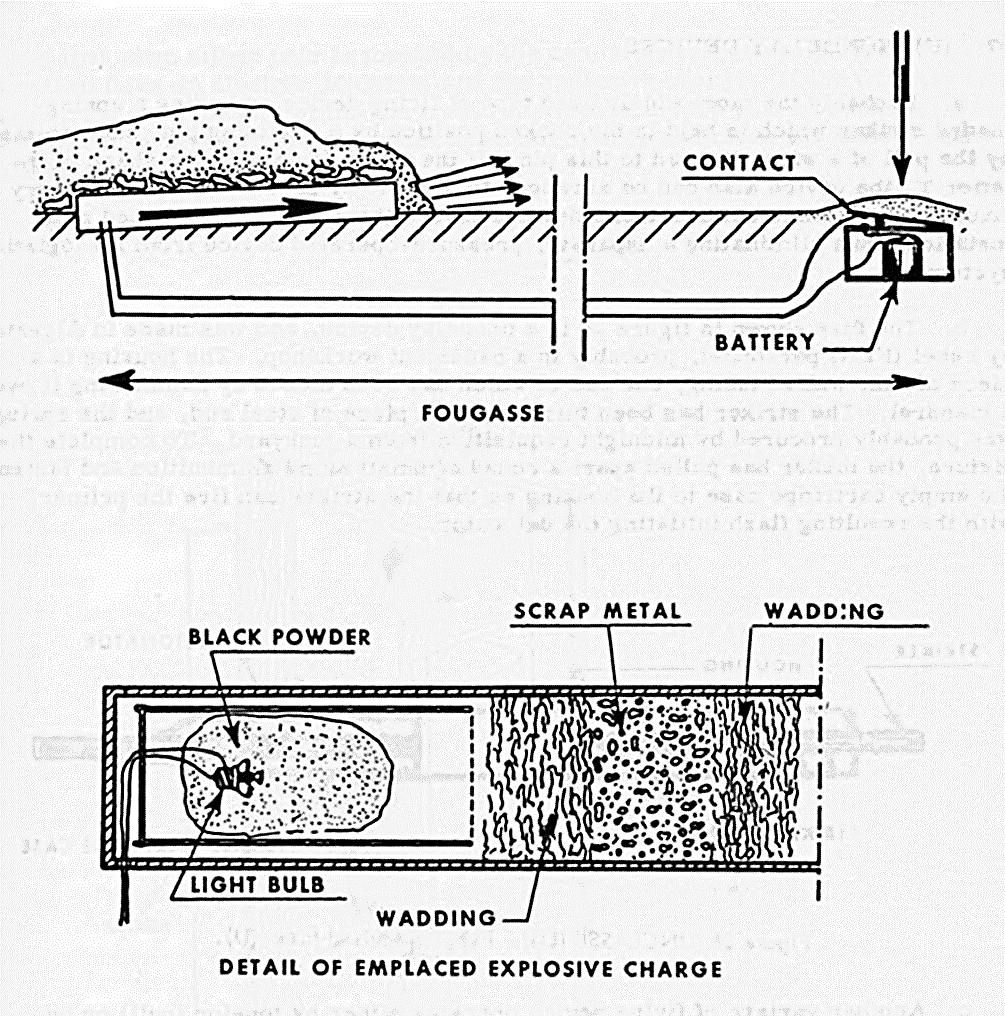
Fugas improvvisata dal Fronte di Liberazione Nazionale algerino. Il pannello superiore dell’illustrazione mostra l’intera installazione, compreso il contatto elettrico posizionato sul lato opposto della strada rispetto alla parte esplosiva; il pannello inferiore mostra in dettaglio la struttura della parte esplosiva della fugas.

### Con innesco elettrico
Alcune fugas erano progettate per essere azionate mediante un innesco elettrico. Questo modello fu utilizzato, ad esempio, dal Fronte di Liberazione Nazionale algerino, che dal 1954 si batteva per conseguire l'indipendenza dell'Algeria dalla Francia. La fugas del FLN algerino era costituita da un grosso tubo metallico chiuso a un'estremità, sul fondo del quale era inserita una carica esplosiva di polvere nera, coperta da una prima borra o stoppaccio (fatto di cartone, ovatta, ecc.), da una quantità di materiali che fungevano da proiettili "shrapnel" (biglie d’acciaio, dadi, chiodi, bulloni, rottami e schegge metalliche varie, pietre, ecc.), e infine da una seconda borra o stoppaccio. Nella polvere nera era immersa una lampadina elettrica con il bulbo rotto e il filamento integro, collegata a un circuito elettrico composto da cavi elettrici, una batteria e un interruttore aperto. Quando il filamento della lampadina riceveva corrente elettrica diventava incandescente, causando così l’esplosione della carica di polvere nera. L'interruttore veniva azionato nel momento opportuno da un membro del FLN che si trovata mimetizzato nei paraggi, oppure veniva interrato lungo il previsto itinerario delle truppe o dei veicoli nemici in modo che fossero loro stessi a calpestarlo accidentalmente, attivando così la mina. Anche in alcuni manuali militari statunitensi scritti per le forze speciali sono presenti ordigni simili, seppure di dimensioni ridotte, che li rendono assimilabili a più leggere e maneggevoli mine di tipo Claymore.